# Siosta reducta
Siosta reducta là một loài bướm đêm trong họ Geometridae.